# Quvenzhané Wallis
Quvenzhané Wallis (/kwə.ˈvɛn.ʒə.neɪ/ kwə-VEN-zhə-nay; født 28. august 2003) er en amerikansk skuespillerinde. Hun blev nomineret til en Oscar for bedste kvindelige hovedrolle, for sin præstation i Beasts of the Southern Wild; i en alder af bare 8 år og er dermed den yngste til at blive nomineret, samt den første person født i det 21. århundrede til at blive nomineret.
I 2014 medvirkede Wallis i genindspilningen Annie, som hun modtog en Golden Globe nominering for bedste kvindelige hovedrolle i en film - Komedie eller Musical.